# Елох (Кировская область)
 Елох  — деревня в Вятскополянском районе Кировской области. Входит в состав Усть-Люгинского сельского поселения.

## География
Расположена в левобережной части района на расстоянии примерно 7 км по прямой на юго-восток от города Сосновка.

## История
Основана в первой половине XIX века переселенцами из деревни Кулиги. Упоминается с 1891 года как деревня Светлый Ключ (Елох), в 1905 дворов 47 и жителей 337, в 1926 (уже Елох) 74 и 430, в 1950 119 и 458, в 1989 64 жителя. В советское время работал колхоз «Равенство». В начале 2014 года в деревне числилось 18 человек, хотя фактически проживало 6. 

## Население
Постоянное население составляло 38 человек (русские 95%) в 2002 году, 20 в 2010.